# Карей
Карей (рум. Carei, венг. Nagykároly, нем. Grosskarol/Großkarl) — город на северо-западе Румынии, в жудеце Сату-Маре, на границе с Венгрией. Второй по важности город жудеца Сату-Маре. В прошлом принадлежал венгерским магнатам из рода Каройи.

## Население
На 2007 год население города составляет 22611 человек.
Национальный состав:
- Венгры — 53%
- Румыны — 40%
- Немцы — 3%
- Цыгане — 3%

## Города-побратимы
- Орошхаза (Венгрия)
- Ньирбатор (Венгрия)
- Матесалька (Венгрия)

## Известные уроженцы
- Ачади, Игнац (1845—1906) — венгерский историк, журналист и прозаик, член-корреспондент Венгерской академии наук.
- Руха, Штефан (1931—2004) — румынский скрипач и педагог .
- Бикфалви, Эрик (1988—н.в.) — футболист, игрок Сборной Румынии по футболу.